# Valter Thomé
Pour les articles homonymes, voir Thomé.
Valter Thomé (né le 5 août 1874 à Pudasjärvi - mort le 1er février 1918 à Vihti) est un architecte finlandais.

## Biographie
Valter Thomé nait à Pudasjärvi, grandit à Alajärvi puis étudie l'architecture à l'Institut Polytechnique dont il sort diplômé en 1898,.
À la fin des années 1890, il est stagiaire aux cabinets de Lars Sonck, Grahn, Hedman & Wasastjerna et d'Onni Tarjanne.
Il est comme Lars Sonck un des premiers promoteurs du style romantique national syncrétique.
Après avoir ouvert un cabinet à Tampere avec August Krook, en 1900, il fonde un cabinet avec Karl Lindahl puis en 1905 il ouvre son propre cabinet d'architecte.
En 1900, il travaille aussi comme architecte supplémentaire à la Direction des bâtiments de Finlande.
De 1909 à 1912, Valter Thomé a un cabinet avec Bröderna Udd et en 1912 il fonde un cabinet avec son frère Ivar Thomé.
Il collabore aussi avec Bertel Jung et Lars Sonck sur le plan d'urbanisme de la section Töölö-Hietaniemi.
Plus tard il trace les plans d'urbanisme de Kotka, Savonlinna, Lappeenranta, Kristiinankaupunki, Naantali et Jyväskylä.
En 1916, il est l'un des habitants d'Helsinki payant le plus d'impôts.
Durant la guerre civile finlandaise, Valter Thomé et ses frères William et Ivar sont tués à Vihti par la compagnie de gardes rouges commandée par Lauri Kara.

## Ouvrages

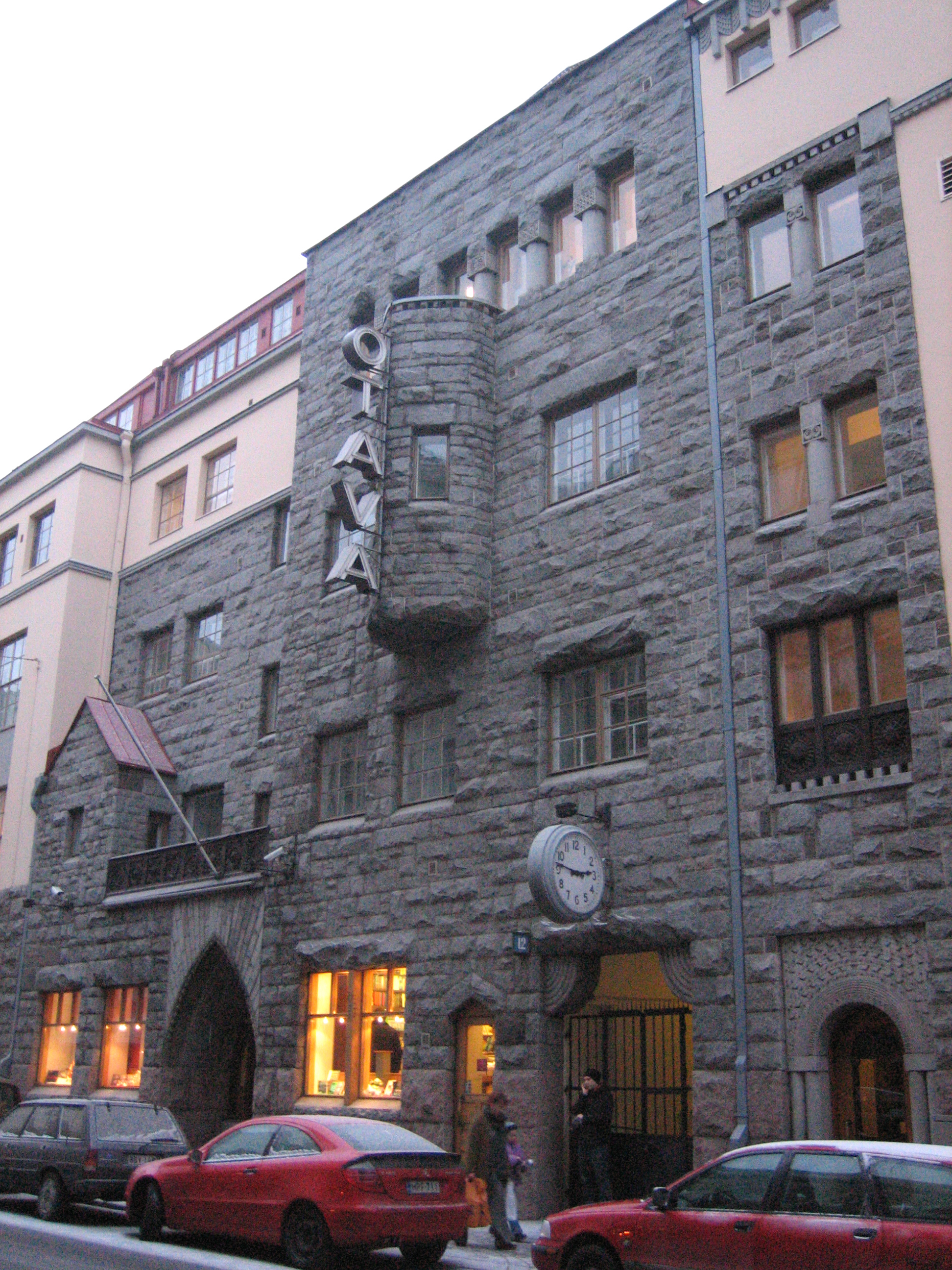
Siège des Éditions Otava.

### Valter Thomé
- Église de Perho – 1903
- Bâtiment de l'usine de papier, Kotka, 1906
- Maison de Pallas, Kirkkokatu 8, Oulu – 1907
- École de Hovinsaari, Kotka, 1908
- Ancienne maison du PYP, Kirkkokatu 12, Oulu – 1910
- Maison Wikkula, Asemakatu 12, Oulu – 1911
- Place Engelinaukio 1, Eira, Helsinki – 1913
- Erottajankatu 9, Helsinki – (1911)
- Maison des sapeurs-pompiers de l'usine, Voikkaa – 1912
- Douanes de Kemi – 1912
- Usine papetière de Mänttä (fi), Mänttä (1905–1914)
- Maison d'Aino et Oskar Kallas, Tartu, Estonie – 1914

### Karl Lindahl & Valter Thomé 1900–1905
- Halle du marché d'Oulu – 1901[1],[2]
- Siège des Éditions Otava, Uudenmaankatu 10, Helsinki – 1906[1],[2]
- Vanha Poli, Lönnrotinkatu 29, Helsinki – 1903
- École de Hovinsaari, Ruununmaankatu 2, Kotka – 1908

### Valter Thomé & Bröderna Udd 1909–1912
- Erottajankatu 5, Helsinki – 1910
- Erottajankatu 7, Helsinki – 1910
- Bulevardi 22, Helsinki – 1911
- Annankatu 2, Helsinki – 1911

### Valter & Ivar Thomé 1912–1918
- Plan du centre de Varkaus – 1913
- Manoir de Laakspohja, Lohja – 1914
- Logements des ferronneries de Noormarkku (fi) – 1915
- Comptoir de la Suomen Yhdyspankki, Raahe – 1915
- Club de Mänttä, Mänttä – 1920
- Hôtel Finlandia, Punkaharju – 1914
- Ancienne mairie de Pieksämäki, Pieksämäki – 1918

## Galerie

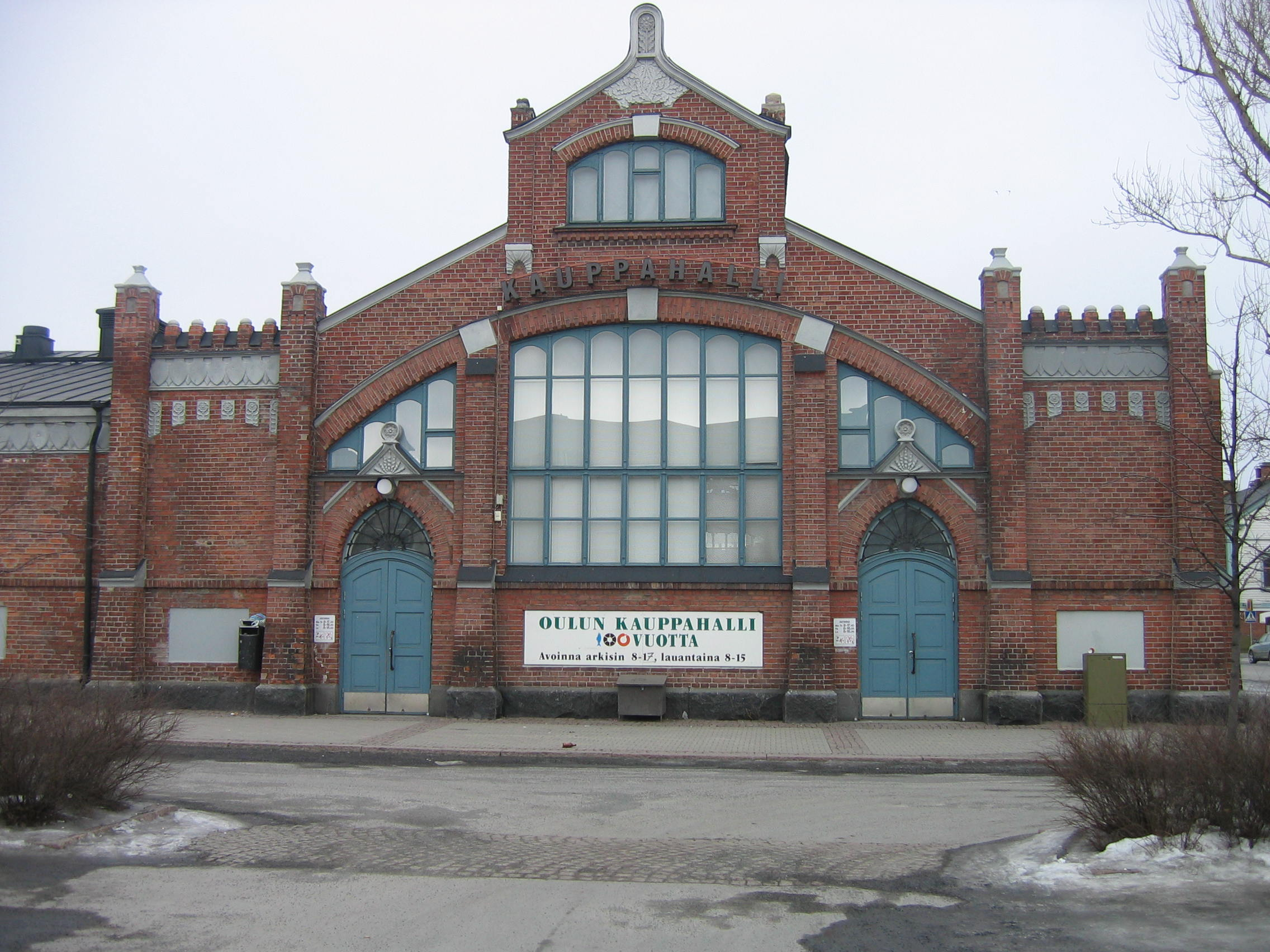
Halle du marché d'Oulu (1901)
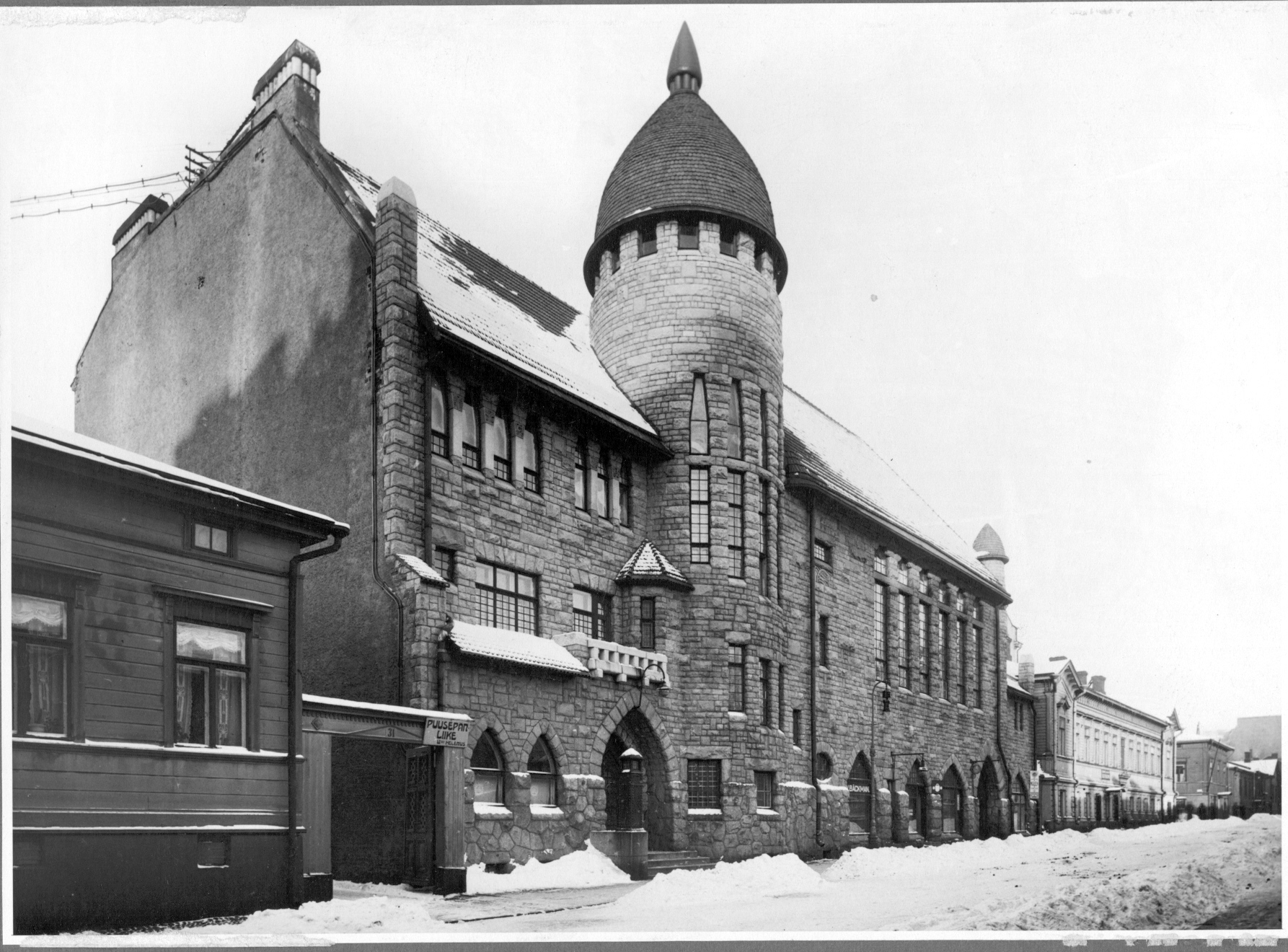
Vanha Poli,  Helsinki, 1903
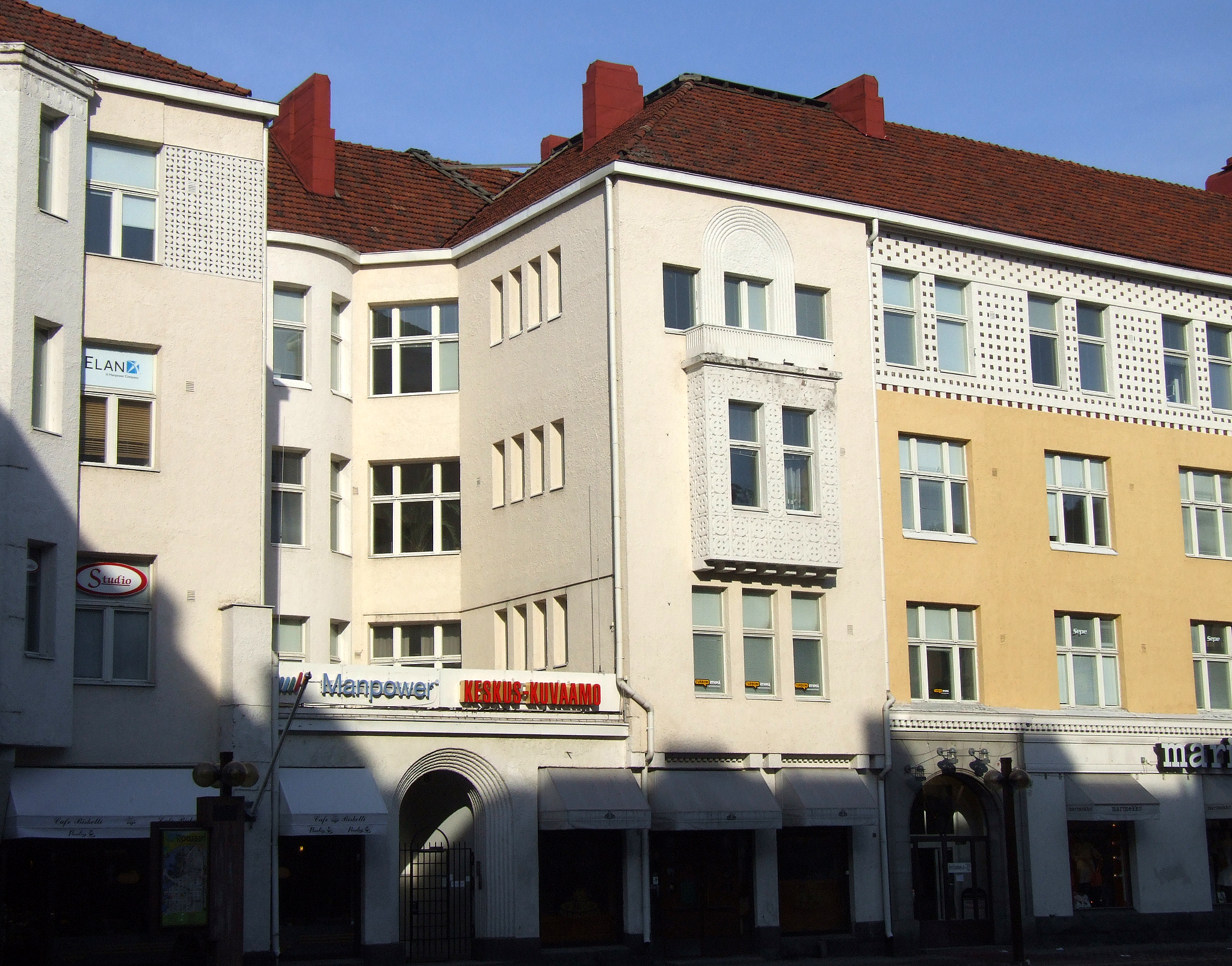
Immeuble Pallas, Oulu (1907)
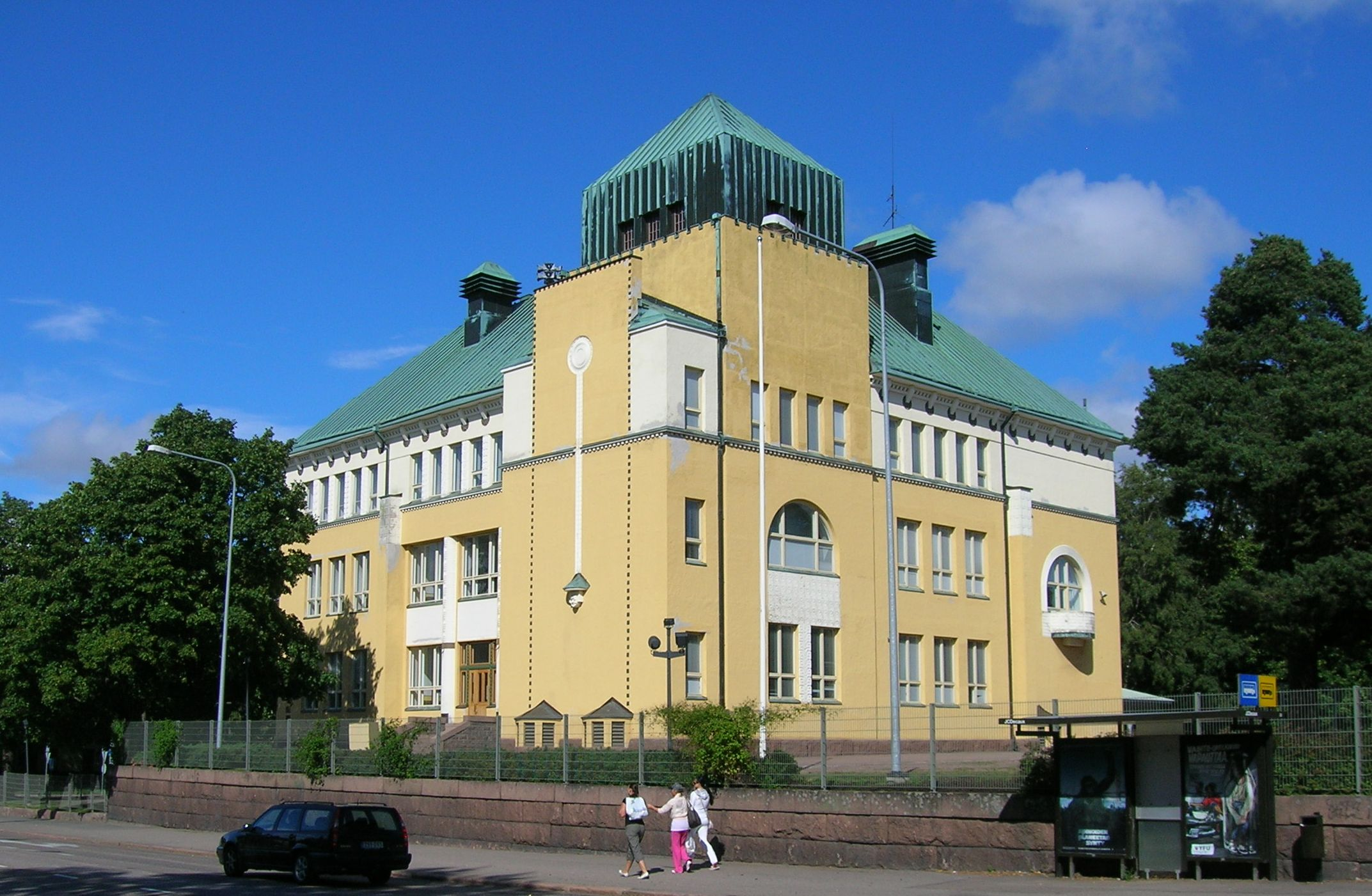
École de Hovinsaari, Kotka (1908)
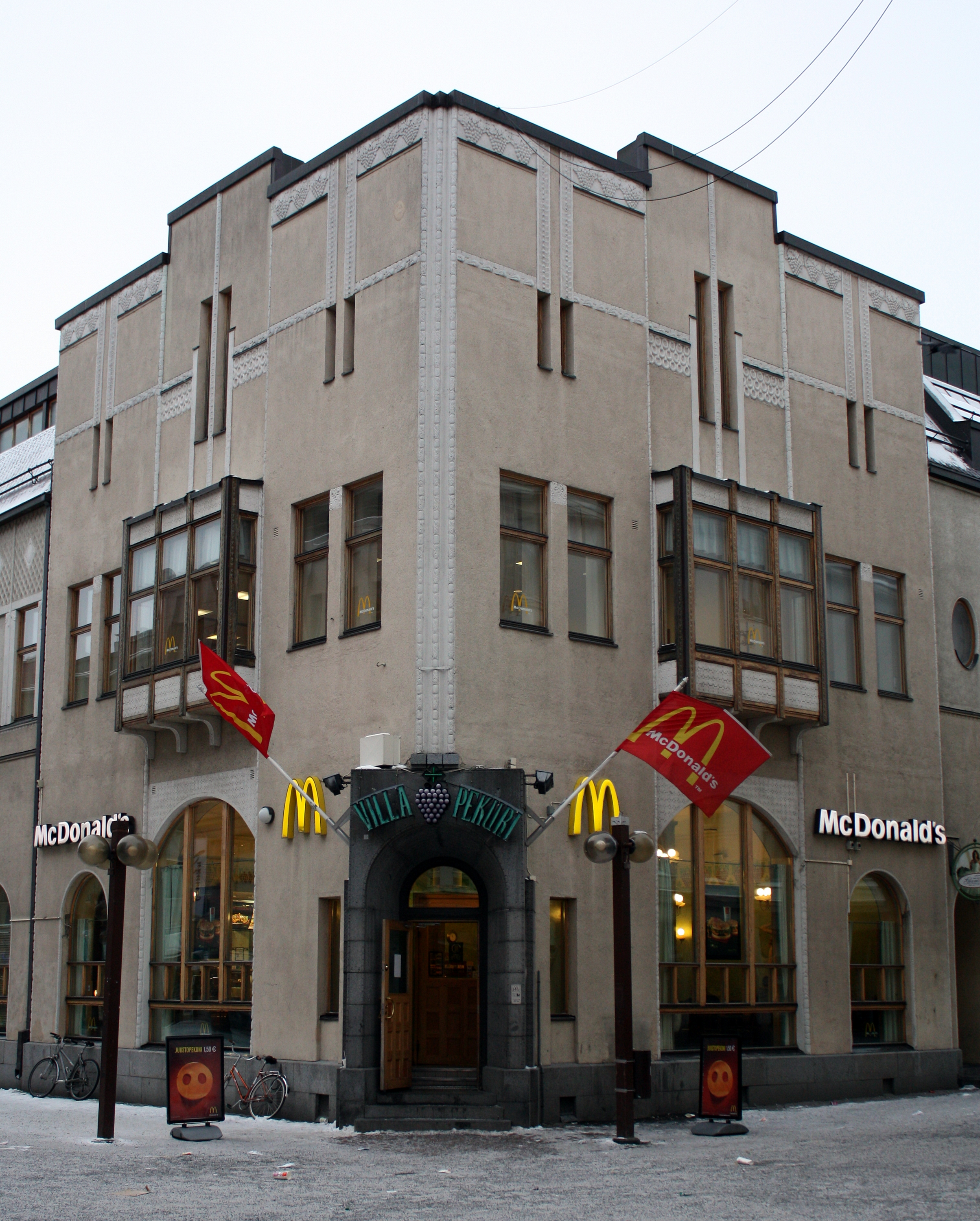
Ancienne banque, Oulu (1910)
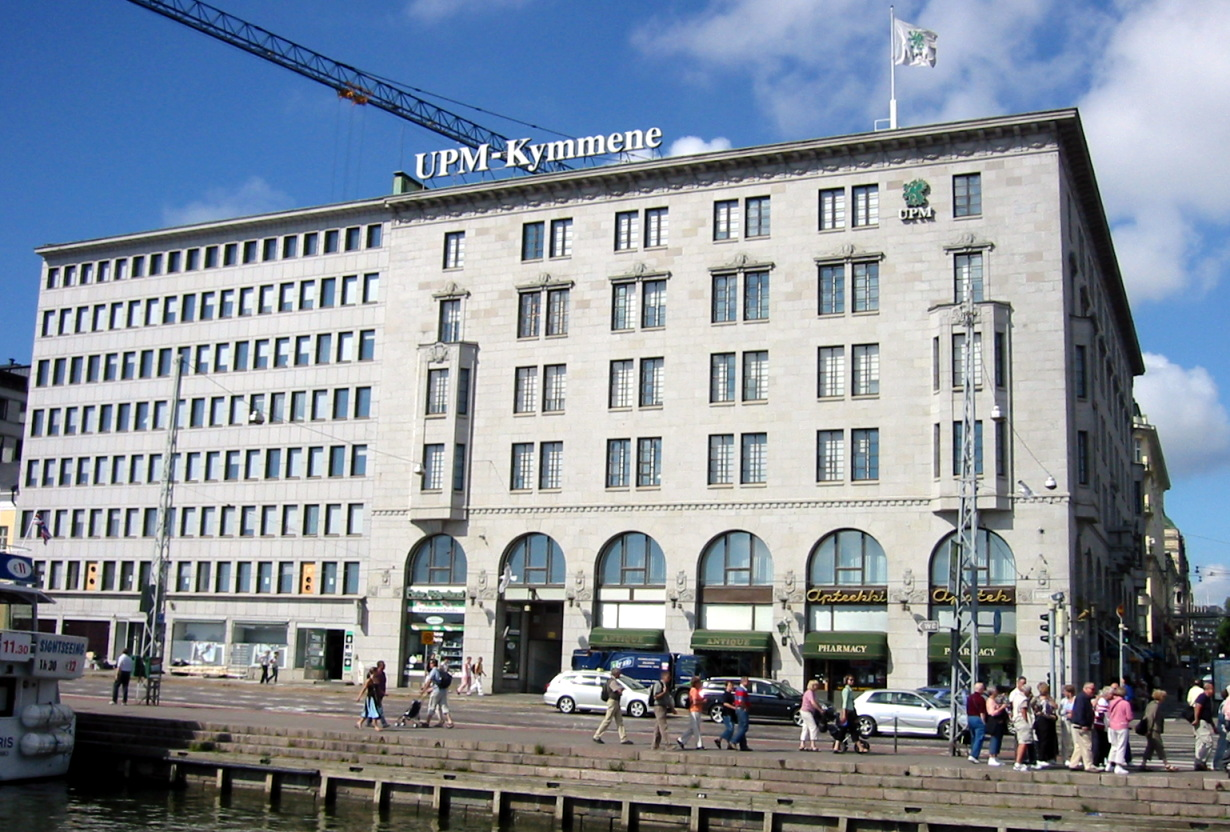
Siège d'UPM-Kymmene, Helsinki (1912)
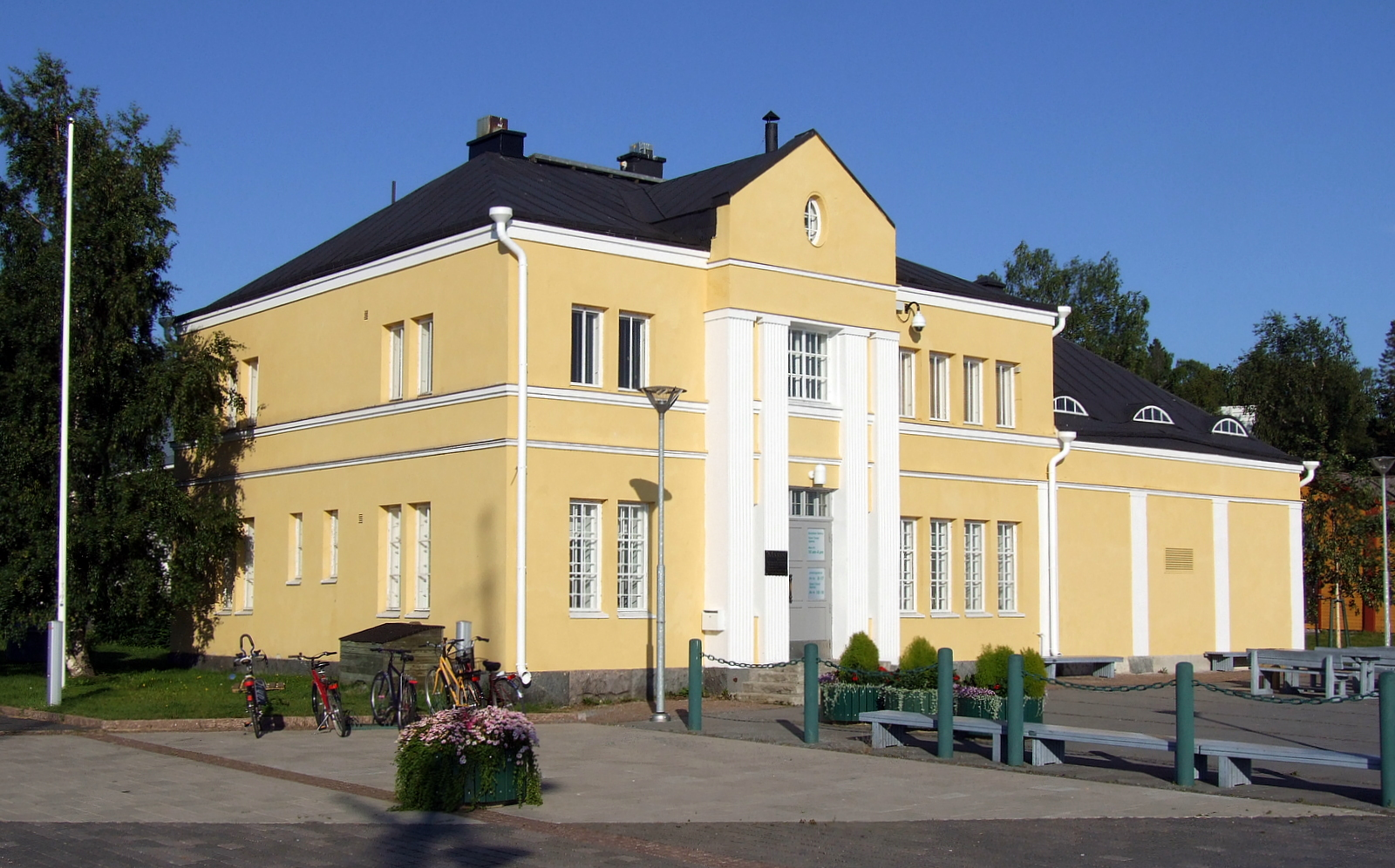
Bâtiments des douanes, Kemi (1912)
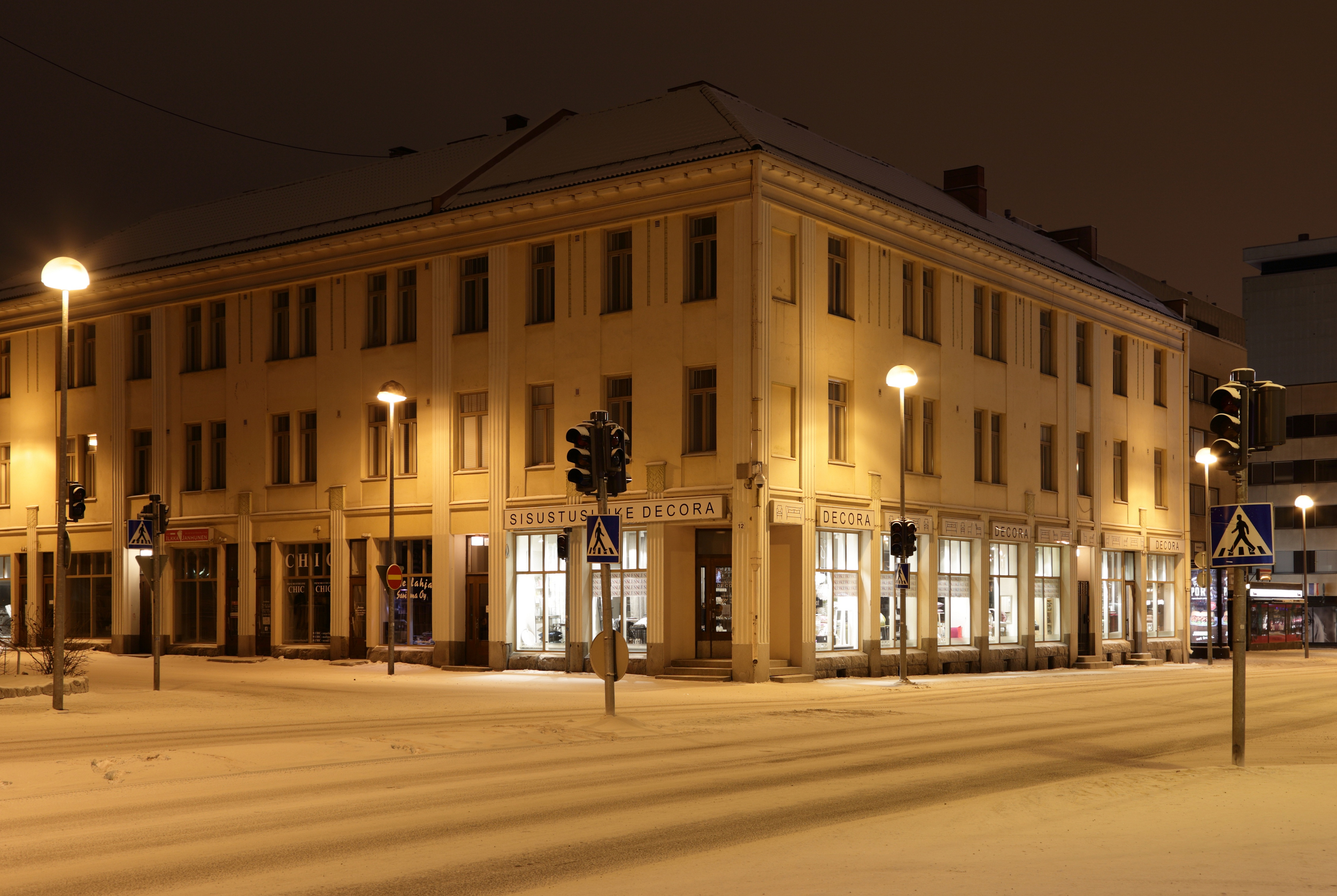
Asemakatu 12, Oulu
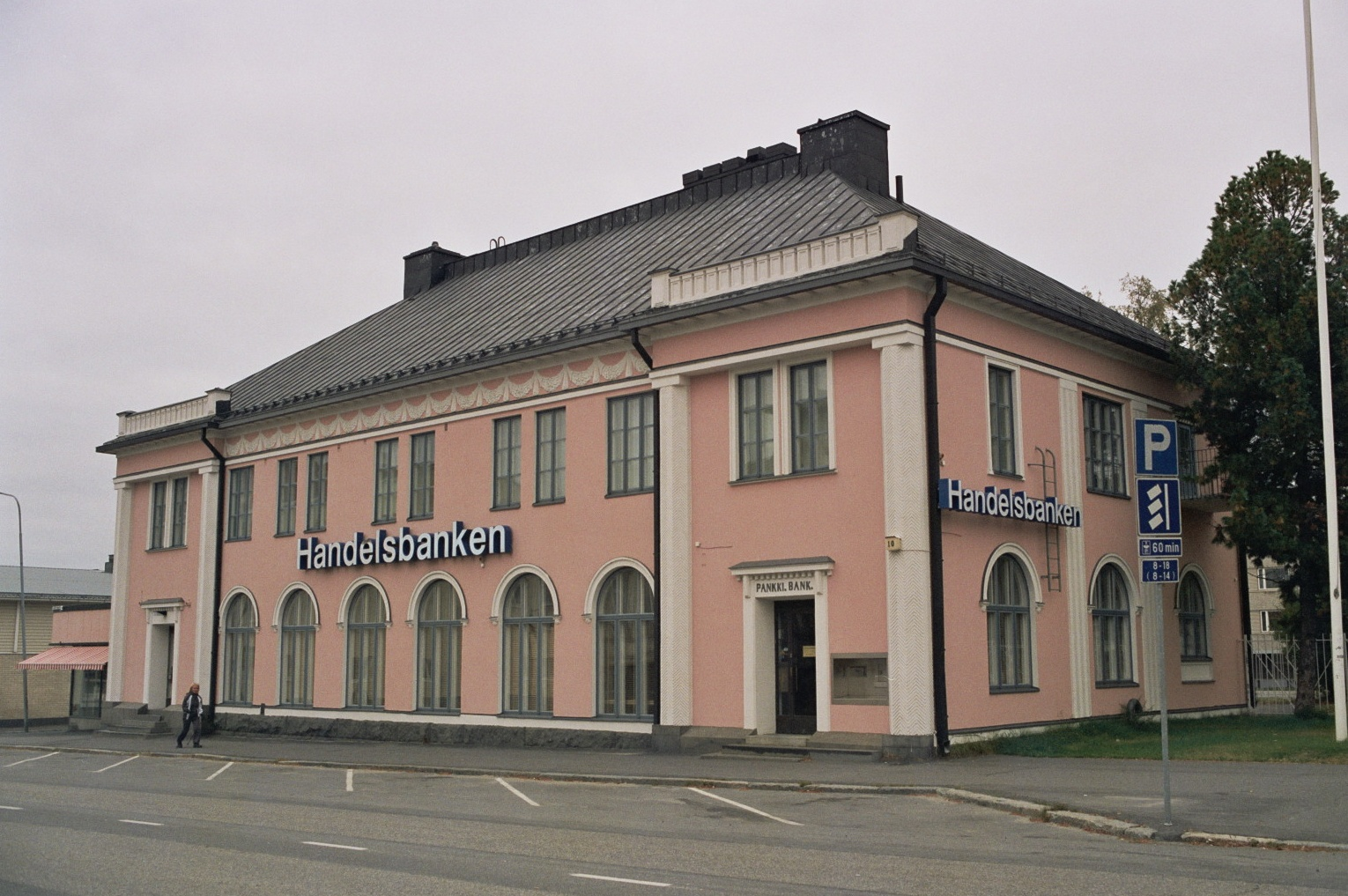
Banque Handelsbanken à Tornio